# Habit religieux

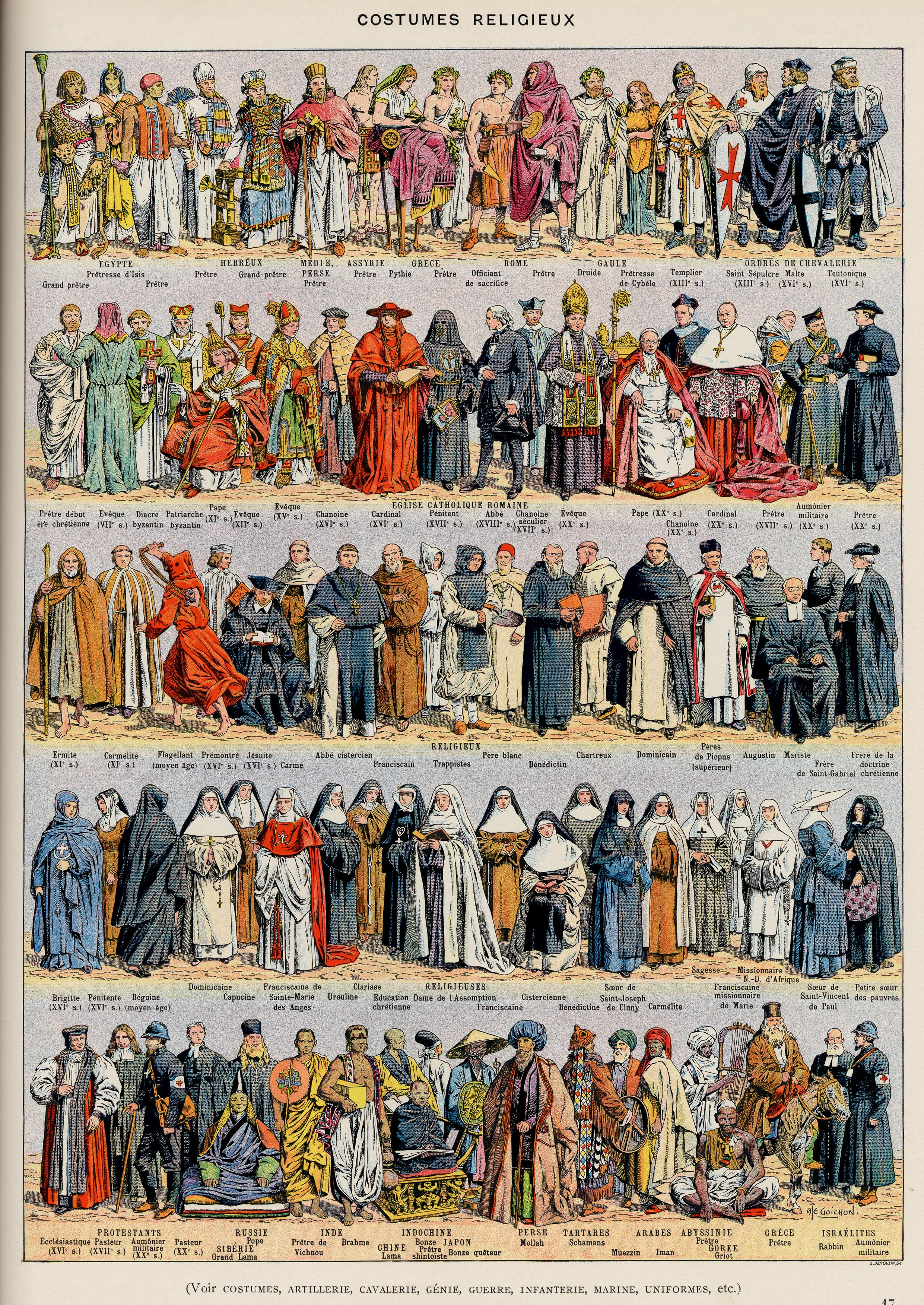
Grande variété d'habits religieux (Planche du Dictionnaire Larousse, 1932)

Un habit religieux est un vêtement identitaire porté par un homme ou femme témoignant visiblement de ce que la personne, d’une manière ou d’une autre, a consacré sa vie à Dieu. Toutes les religions connaissent des vêtements religieux, parfois avec ornements et insignes divers, même si c’est dans la tradition chrétienne catholique que, dans sa variété et le sens religieux qu’on lui donne, la réglementation à ce sujet fut la plus poussée.

## Histoire
L’anthropologie de la religion souligne que le fait même de se vêtir a déjà une signification religieuse. Seuls les membres de la race humaine dans le monde animal portent des vêtements. Rendre une partie du corps humain invisible (‘vêtir’) est expression de la présence invisible de l‘esprit. Cela remonte aussi loin dans l’antiquité que les recherches en anthropologie physique ont pu montrer.  Par preuve inverse moderne : une technique courante d’humiliation ou abaissement social délibéré d’une personne est de la contraindre à la nudité. 

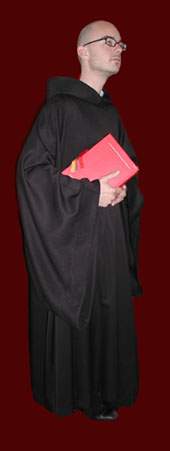
La coule est l'habit religieux de chœur de la plupart des moines chrétiens

### Dans le Christianisme
Les tout premiers chrétiens qui s’engagent à pratiquer la perfection évangélique n‘ont pas d’habit particulier mais chacun à sa façon adopte un vêtement qui exprime le choix de pauvreté évangélique (‘à la suite du Christ pauvre’).  Des premières préoccupations vestimentaires apparaissent lorsque les moines commencent à vivre en communauté (cénobitisme). Les premières règles monastiques en sont témoin: souci de simplicité, d’uniformisation sociale guident le choix.  La sequela Christi (imitation du Christ) est le fil conducteur.
L’Église commence à légiférer à partir du Ve siècle. Pour s’opposer à des abus plusieurs conciles régionaux interdisent l’habit monacal à ceux qui ne sont pas moines. À partir du XIVe siècle des textes législatifs enjoignent les religieux de ne pas quitter leur habit. Progressivement le port d’un habit religieux déterminé devient un privilège strictement protégé, en partie parce que le prestige des grands ordres religieux grandit et ensuite, le vêtement étant signe de consécration à Dieu, acquiert le statut de "chose sacrée". D’ailleurs certaines bénédictions sont associées à certains costumes religieux, comme le port du scapulaire, et des rites de vêture (également appelée prise d’habit) sont organisés.   
L’importance de l’habit religieux va grandissante avec le concile de Trente qui définit que les novices et les postulants aient un habit différent, et que les évêques demandant l’approbation d’un institut religieux informe le Saint Siège de la « forme, couleur, matière et pièces de l‘habit » dont seraient vêtus les novices et profès. Et par après, jusqu’en 1906 avec le motu proprio de Pie X Dei providentis.

## Discipline actuelle (christianisme)
Dans son décret sur la rénovation de la Vie religieuse (Perfectae Caritatis (1965)), le concile Vatican II  (1962-1965) relativise grandement toute la question de l’habit religieux dans l’Église catholique. Il rappelle cependant ce qui est central, à savoir qu’il est 'signe de consécration à Dieu’. Pour le reste, dans la vie religieuse, l’habit doit être « simple et modeste, à la fois pauvre et décent, adapté aux exigences de la santé et accommodé aux circonstances de temps et de lieux ainsi qu’aux besoins de l‘apostolat » (Perfectae Caritatis, n°17)
Dans un simple et unique paragraphe (canon n°669) le code de droit canonique de 1983 légifère dans le même sens : « en signe de leur consécration et en témoignage de pauvreté  les religieux porteront l’habit de leur institut selon la forme prescrite par le droit propre ».

## Galerie

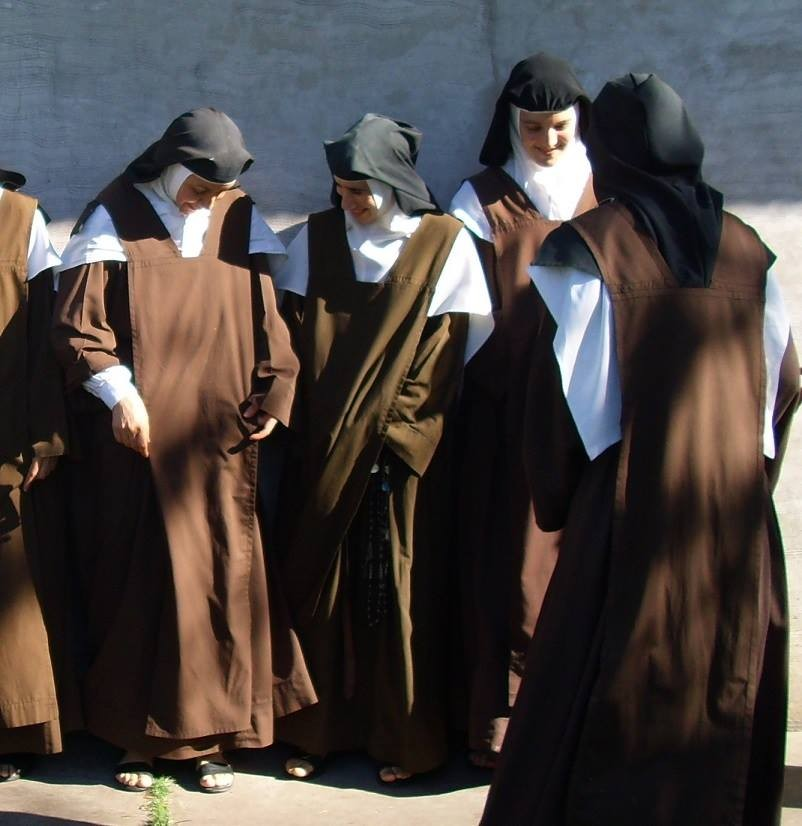
Religieuses Carmélites en habit (Argentine)
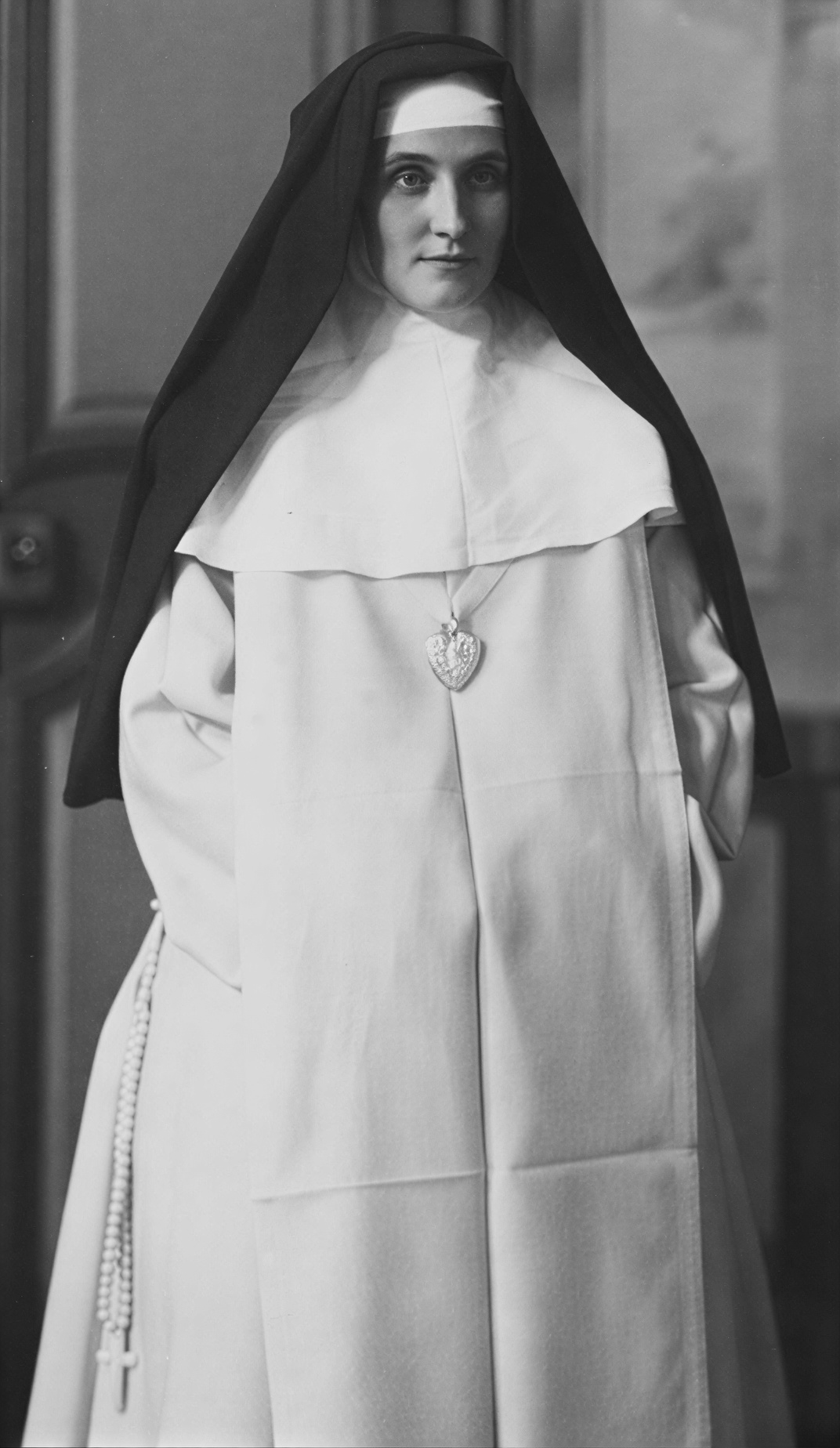
Sœur du Bon Pasteur en habit (Portugal)
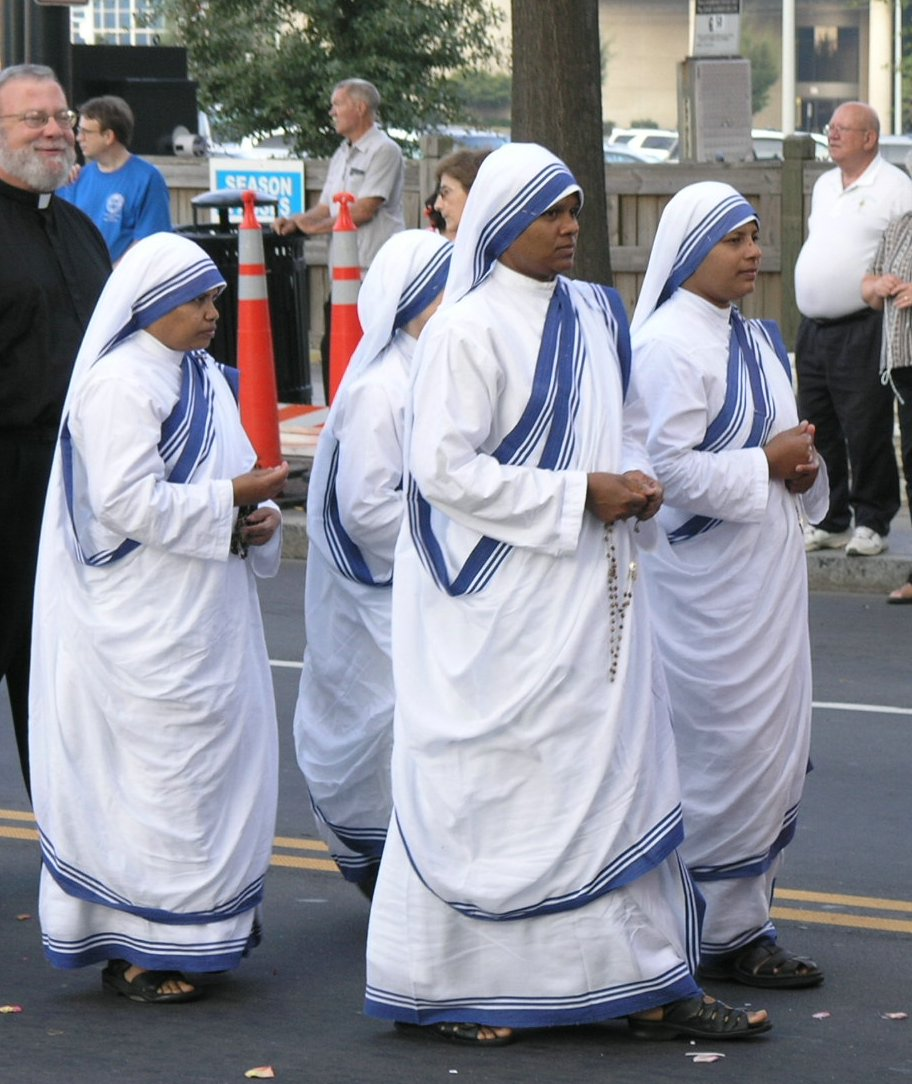
Missionnaires de la Charité en habit religieux (Calcutta)
Ordre de Saint-Jérôme
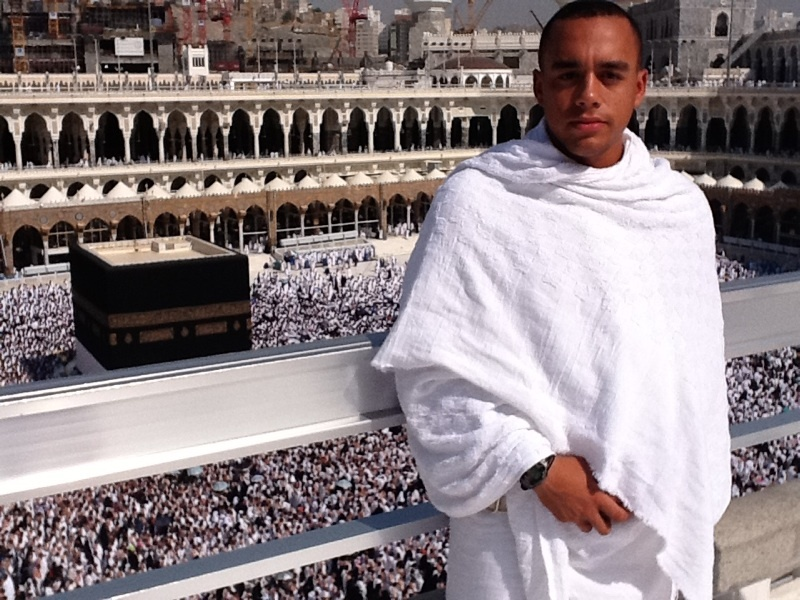
Tenue masculine de pèlerinage, Hajj (La Mecque, 2012)
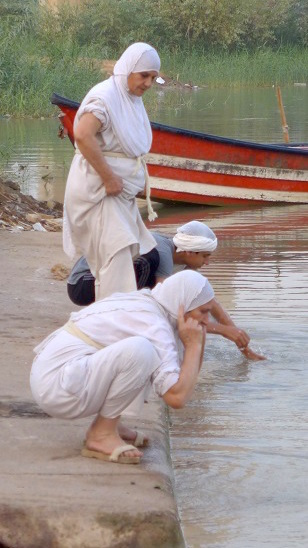
Mandéens en prière (Ahvaz, Iran, 2013)
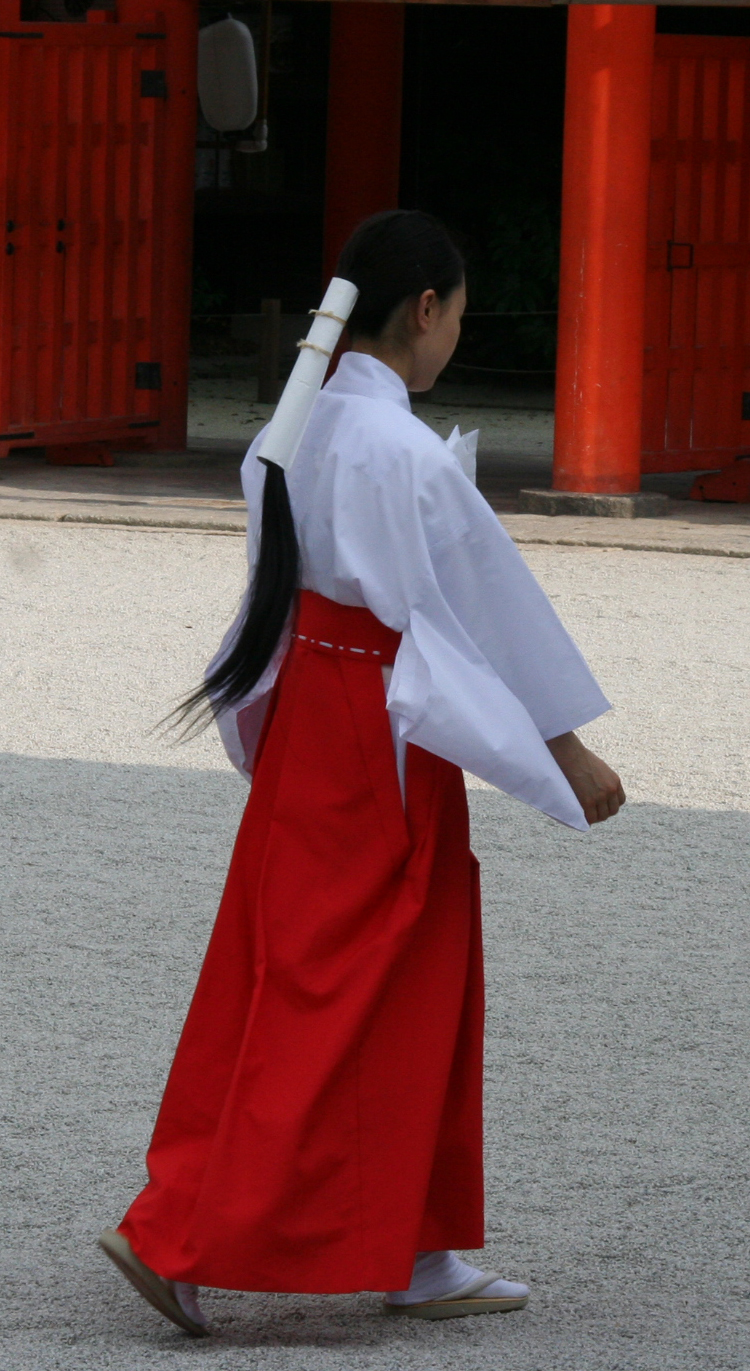
Jeune femme shintoïste en miko (Shimogamo-jinja (Kyoto), 2008)
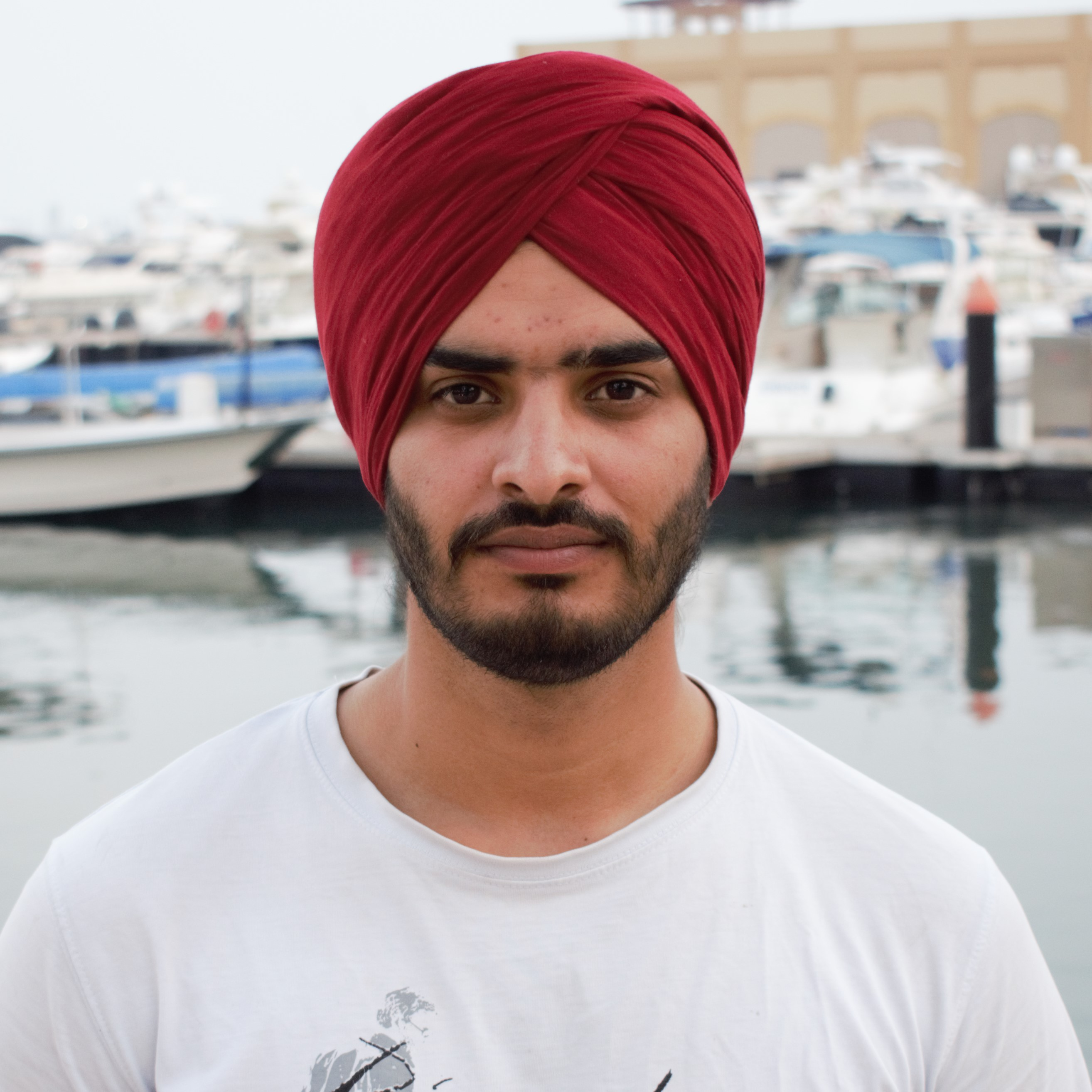
Dans le sikhisme, le turban est un signe religieux identitaire (Punjab, 2017)
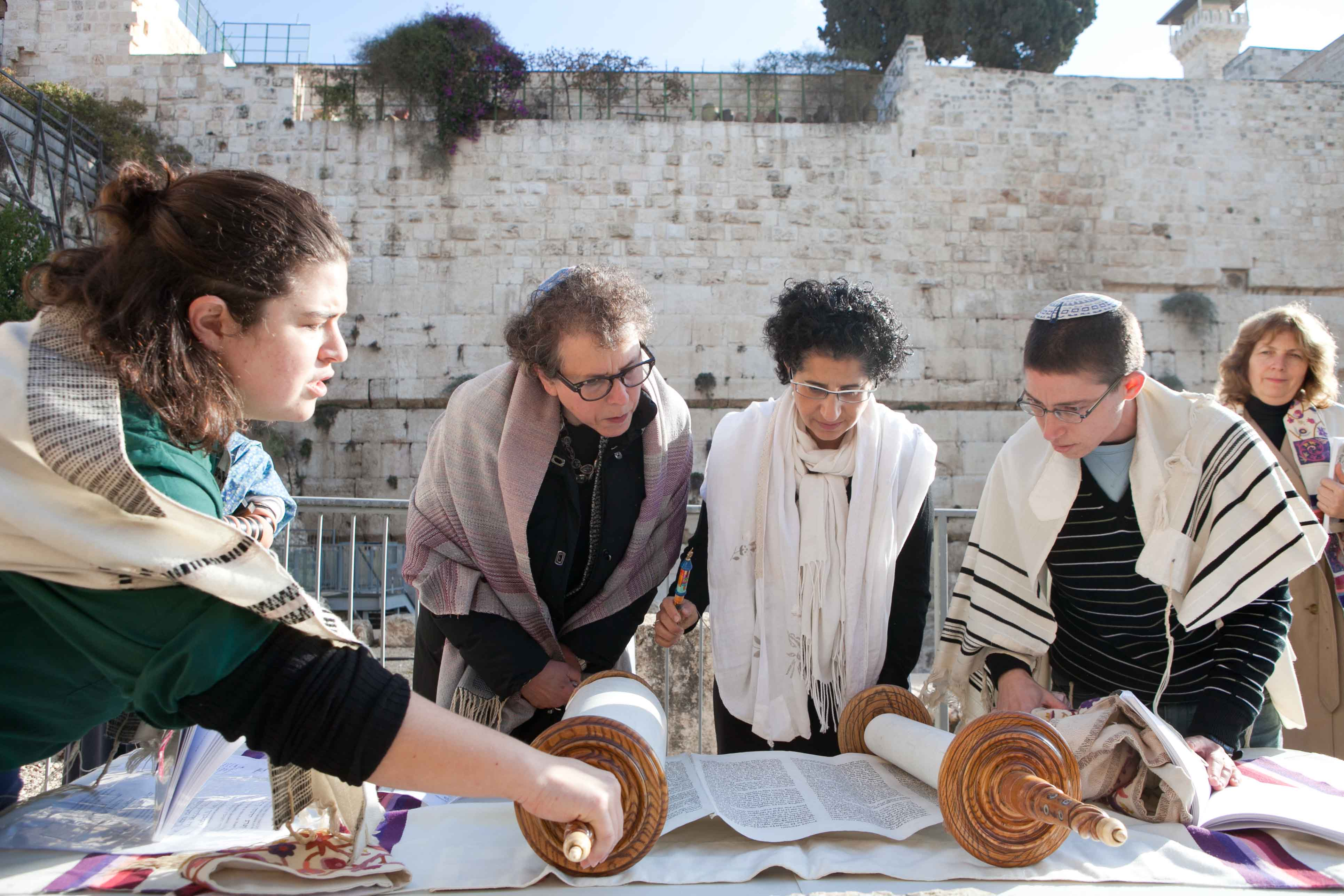
Un vêtement religieux est requis pour la lecture de la Torah (Jérusalem, 2012)
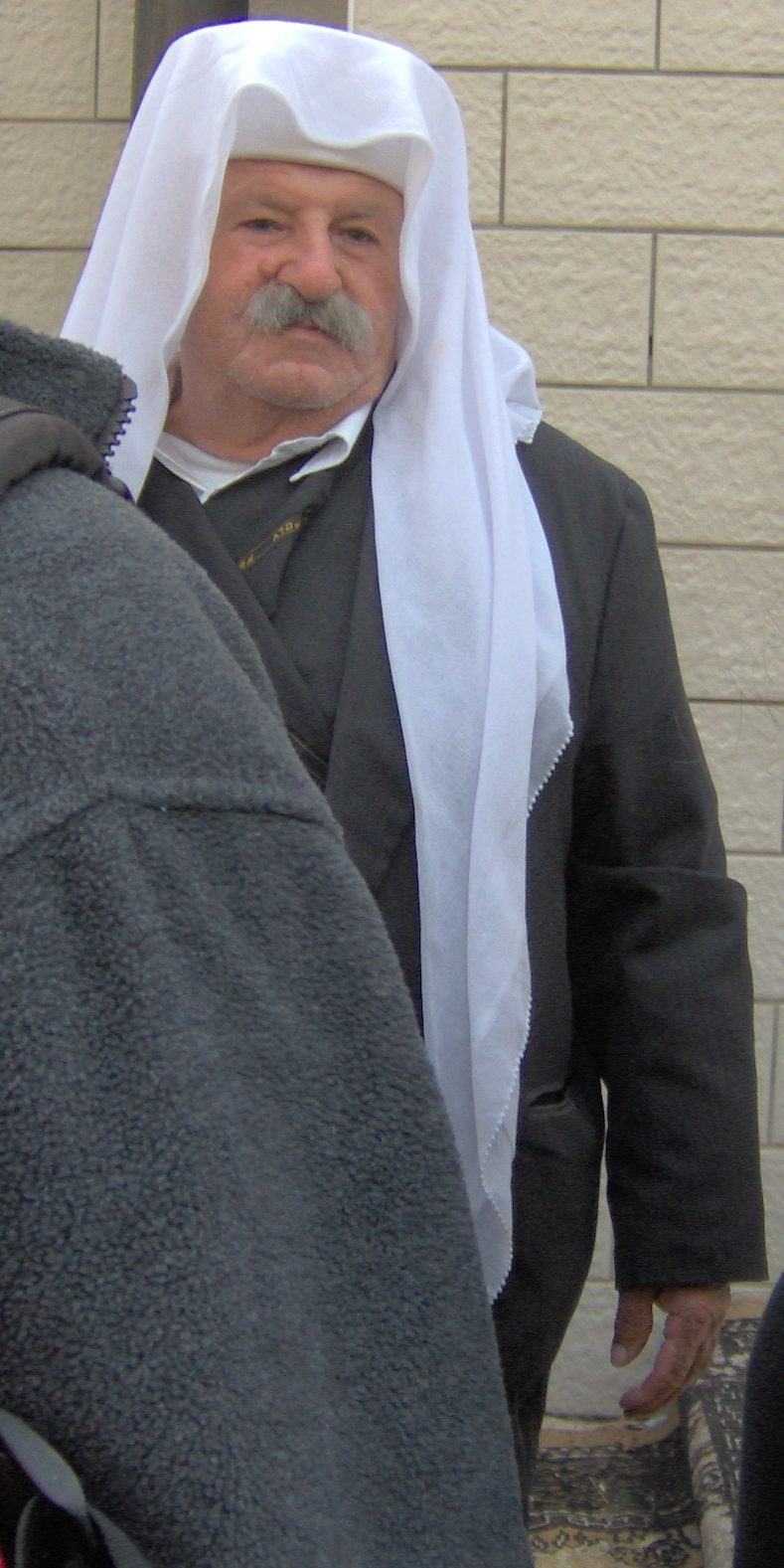
Homme druze à Peki'in, 2007